# قبيلة أرحب
أرحب (خط المسند : )وهي أكبر القبائل البكيلية اليمنية وأشهرها وأختها هي قبيله حاشد وهما إسمان لولدي جشم بن خيوان بن نوف بن همدان بن أوسله بن ربيعه بن الخيار ابن مالك بن زيد بن كهلان بن سبأ.

## سبب التسمية
سميت باسم أرحب بن الدعام بن مالك بن ربيعة بن الدعام بن مالك بن معاوية بن صعب بن دومان بن بكيل

## حدود القبيلة
تقع أرضها في شمال صنعاء فيما بين جبال نهم شرقاً وجبال عيال يزيد غربا.
وهي قسمان : زهيري وذيباني .
اما أهم قبائل بني زهير فهي : زِندَان، عيال عبد الله، بني علي، شاكر، وبيت مران بني الحقاري، فازع وابوهادي .
و أهم قبائل ذيبان : عيال سحيم، بني مُره، بني حَكَم، الزُبيراَت، حبار، بني سليمان، قبائل حسان .

## الحروب التي خاضتها قديماً
1. حرب ضد القوات الحبشية بقيادة الملك يوسف اسار يثار واقيال أرحب

## الحروب التي خاضتها في العصر الحديث
1. حرب ضد القوات المصرية 1962 - 1970م
2. المشاركة في حرب 94 ضد الانفصاليين
3. اشتباكات مع جنود معسكر جبل الصمع في عام 2011 لمسانده ثورة الشباب اليمنية.[3]
4. حرب داخلية بين المنتمين لحركة الحوثيين وانصار الشيخ منصور الحنق واتباع حزب الإصلاح.[4][5] انتهت باتفاق يقضي بانهاء القتال في أرحب

## المناطق اليمنية الأخرى التي تسمى أرحب
- أرحَب : حصن في جبل لَبعُوس من يافع .
- أرحَب : من قرى المُفلِحي من يافع أيضاً .
- أرحَب : قلعة وبلده في جبل الحُصين بالضالع .
- أرحَب : قرية من وادي قاعِده من وصاب العالي .
- أرحَب : قرية غربي الأُزد في رَازح من بلاد صعدة .[6]
- ارحب :قرية في مديرية شرعب الرونه محافظة تعز

## مشاهير أرحب
- عبد المجيد الزنداني
- ماهر عبد المجيد حسن الحباري